# Dorothy Holman
Dorothy Holman (n. 18 iulie 1883, Greater London, Anglia, Regatul Unit al Marii Britanii și Irlandei – d. 15 iunie 1968, Greater London, Anglia, Regatul Unit) a fost o jucătoare de tenis britanică, medaliată olimpică. A participat la o ediție a Jocurilor Olimpice (1920) în care a câștigat două medalii de argint.